# 28 panfilovcev
28 panfilovcev (Двадцать восемь панфиловцев) è un film del 2016 diretto da Kim Družinin e Andrej Šal'opa.

## Trama
I tedeschi catturarono Smolensk e Novgorod. La battaglia inizia vicino a Mosca...